# بن حلیمه روان
بن حلیمه روان (انگلیسی: Benhalima Rouane؛ زادهٔ ۲۸ فوریهٔ ۱۹۷۹) بازیکن فوتبال اهل الجزایر بود.
از باشگاه‌هایی که در آن بازی کرده‌است می‌توان به باشگاه فوتبال شباب بلوزداد، باشگاه فوتبال اتحاد الحراش، و باشگاه فوتبال مولودیه قسنطینه اشاره کرد.
وی همچنین در تیم ملی فوتبال الجزایر بازی کرده‌است.